# Geomyoidea
Geomyoidea – nadrodzina gryzoni z infrarzędu bobrokształtnych w obrębie podrzędu Supramyomorpha.

## Systematyka
Do nadrodziny Geomyoidea należą dwie występujące współcześnie rodziny:
- Heteromyidae J.E. Gray, 1868 – karłomyszowate
- Geomyidae Bonaparte, 1845 – gofferowate

Opisano również rodziny wymarłe:
- Eomyidae Winge, 1887
- Florentiamyidae A.E. Wood, 1936
- Heliscomyidae Korth, Wahlert & Emry, 1991
- Jimomyidae Flynn, Lindsay & R.A. Martin, 2007
- Pipestoneomyidae Korth & Emry, 2013

Wymarłe taksony bazalne:
- Caribeomys Marivaux, Vélez-Juarbe, Viñola López, Fabre, Pujos, Santos-Mercado, Cruz, Grajales Pérez, Padilla, Vélez-Rosado, Cornée, Philippon, Münch & Antoine, 2021[11] – jedynym przedstawicielem był Caribeomys merzeraudi Marivaux, Vélez-Juarbe, Viñola López, Fabre, Pujos, Santos-Mercado, Cruz, Grajales Pérez, Padilla, Vélez-Rosado, Cornée, Philippon, Münch & Antoine, 2021
- Dikkomys A.E. Wood, 1936[12] – jedynym przedstawicielem był Dikkomys matthewi A.E. Wood, 1936
- Floresomys Fries, Hibbard & Dunkle, 1955[13] – jedynym przedstawicielem był Floresomys guanajuatoensis Fries, Hibbard & Dunkle, 1955
- Griphomys R.W. Wilson, 1940[14]
- Harrymys Munthe, 1988[15]
- Hydentomys Tong Yongsheng, 1997[16]
- Lignimus Storer, 1970[17]
- Meliakrouniomys J.M. Harris & A.E. Wood, 1969[18]
- Mojavemys Lindsay, 1972[19]
- Phelosaccomys Korth & Reynolds, 1994[20]
- Proharrymys Korth & Branciforte, 2007[21]
- Tenudomys Rensberger, 1973[22]